# Bistum Chalatenango
Das Bistum Chalatenango (lateinisch Dioecesis Chalatenangensis, spanisch Diócesis de Chalatenango) ist ein in El Salvador gelegenes römisch-katholisches Bistum mit Sitz in Chalatenango. Es umfasst das Departamento Chalatenango.

## Geschichte
Papst Johannes Paul II. gründete es am 30. Dezember 1987 aus Gebietsabtretungen des Erzbistums San Salvador, dem es auch als Suffragandiözese unterstellt wurde.

## Bischöfe von Chalatenango
- Eduardo Alas Alfaro, 30. Dezember 1987 – 21. April 2007
- Luis Morao Andreazza OFM, 21. April 2007 – 14. Juli 2016
- Oswaldo Estéfano Escobar Aguilar OCD, seit 14. Juli 2016

## Weblinks

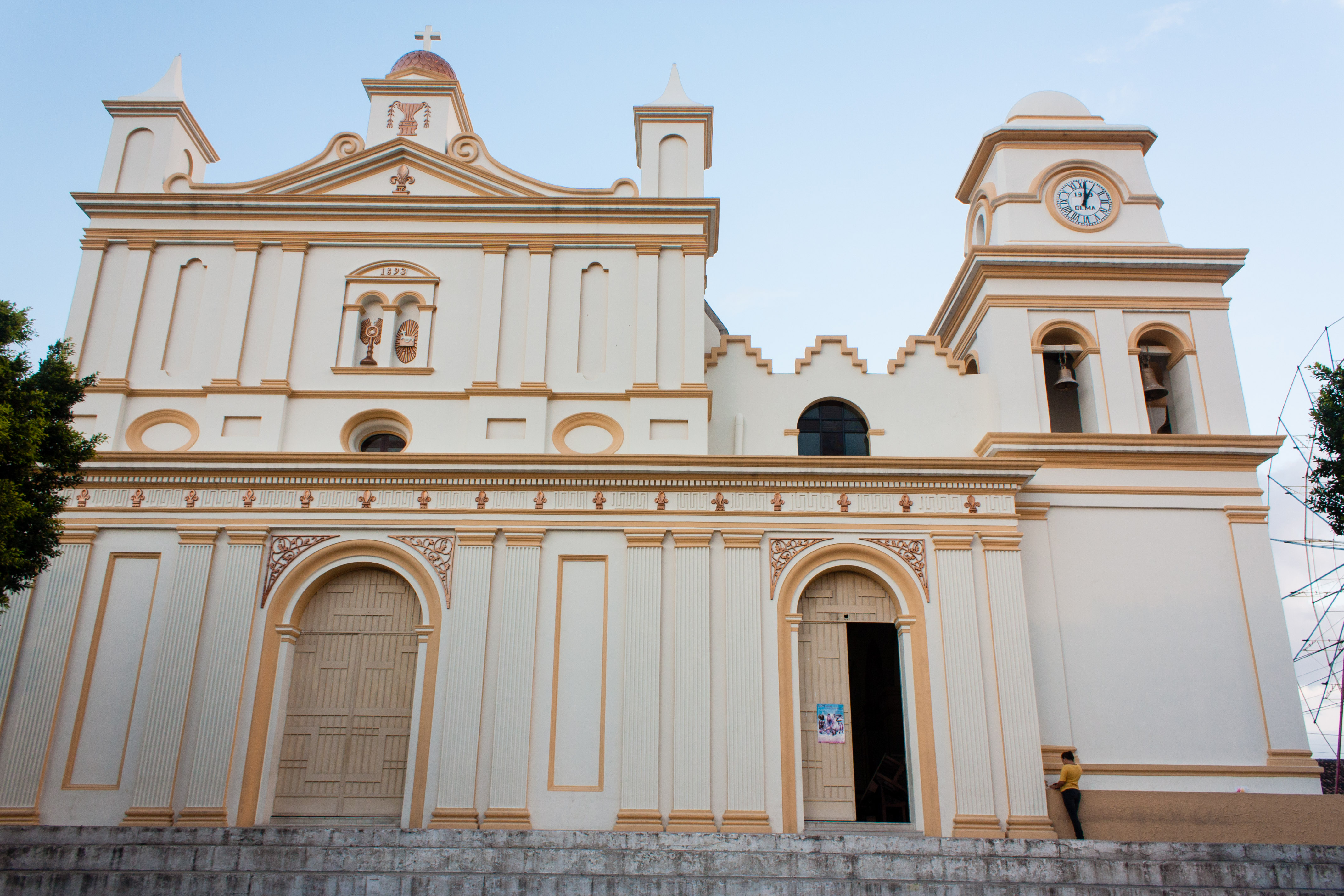
Kathedrale San Juan Bautista in Chalatenango